# Muhammad al-Tizini
Muḥammad b. Muḥammad b. Abī Bakr al-Tīzīnī, al-Muwaqqit (in arabo محمد بن محمد بن أبي بكر التيزيني الموقت‎?), noto anche con lo pseudonimo di al-Muwaqqit ossia "addetto ai tempi di elezione delle preghiere" (1461 – Damasco, 26 giugno 1539), è stato un astronomo arabo.

## Biografia
Svolse, negli ultimi anni della sua vita, le funzioni di Šaykh al-ʿUlamāʾ (Shaykh dei sapienti) e di muwaqqit (موقّت‎), ovvero di responsabile della tenuta e dell'annuncio dei momenti di elezione delle preghiere (ovvero waqt, ossia "tempi") nella Grande moschea degli Omayyadi di Damasco. Ciò spiega il motivo del suo laqab o "soprannome".
Nel 1533 scrisse il جدول الكواكب الثابتة‎ Jadwal al-kawākib al-ṯābita ovvero il "Catalogo delle stelle fisse", un tabellario che cataloga e descrive 302 stelle fisse, pubblicato e tradotto nel 1665 da Thomas Hyde, come supplemento alla sua traduzione delle زیجِ سلطانی‎ Zīj sulṭānī ("Tavole [astronomiche] sultaniali") di Ulugh Beg del 1437. Non abbiamo informazioni su come il Catalogo sia stato scritto.

## Opere
- جدول الكواكب الثابتة Jadwal al-kawākib al-ṯābita, o Catalogo delle stelle fisse, 1533.[1]